# Grand établissement
Un grand établissement, in Francia, è un Établissement public à caractère scientifique, culturel et professionnel (EPCSCP) regolato dalle disposizioni del libro VII del codice dell'istruzione. Il termine amministrativo è stato introdotto nel 1984 dalla Legge Savary, ma la categoria raggruppa istituti creati ben prima di quella data.
Creati a norma dell'articolo L. 717 del codice dell'istruzione, questi istituti derogano alla maggior parte delle sue disposizioni: organizzazione e funzionamento sono infatti fissati da uno speciale decreto del Consiglio di Stato francese. Raggruppando un insieme di istituti pubblici tra i più prestigiosi nell'ambito della ricerca e dell'insegnamento superiore, questo statuto giuridico è particolarmente agognato e invidiato e il numero di istituzioni che l'adottano tende ad aumentare negli ultimi anni.

## Statuto giuridico
Si tratta, innanzitutto, di uno statuto amministrativo e non di una categoria particolare di istituti di insegnamento superiore. La lista dei «grands établissements» è in effetti assai eteroclita: ne fanno parte istituti come il Palais de la découverte e l'École centrale Paris che non hanno molto in comune, a parte lo stesso statuto amministrativo.
Si constata, tuttavia, che lo statuto di grand établissement è posseduto dalla maggior parte degli istituti francesi a titolo originario, come il Collège de France, il Conservatoire national des arts et métiers (CNAM), l'École pratique des hautes études, l'École des hautes études en sciences sociales, l'Institut de physique du globe de Paris (IPGP), il Muséum national d'histoire naturelle (MHNH), l'Institut national d'histoire de l'art (INHA), l'INALCO, l'Observatoire de Paris: sono istituti che associano generalmente una forte attività di ricerca all'insegnamento superiore essenzialmente di terzo ciclo (o di formazione continua nel caso del Conservatoire national des arts et métiers).
Altri istituti, come l'École Centrale Paris, l'École nationale des chartes, l'Institut d'études politiques de Paris, l'Institut polytechnique de Grenoble, l'École nationale des ponts et chaussées, il Centre international d'études supérieures en sciences agronomiques, l'Institut des sciences et industries du vivant et de l'environnement (AgroParisTech) o, ancora, l'Institut supérieur des sciences agronomiques, agroalimentaires, horticoles et du paysage (AgroCampus Ouest) rientrano nella più classica categoria delle «grandes écoles».

## Istituti interessati

### Istituti di competenza della tutela delMinistère de l'Enseignement supérieur et de la Recherche
Sono gli istituti annoverati all'articolo 3 del decreto n. 2000-250 del 15 marzo 2000:
1. Collège de France
2. Conservatoire national des arts et métiers (CNAM)
3. École centrale des arts et manufactures o «École Centrale Paris» (ECP)
4. École des hautes études en sciences sociales (EHESS)
5. École nationale des chartes
6. École nationale supérieure d'arts et métiers (ENSAM o Arts et Métiers ParisTech)
7. École nationale supérieure des sciences de l'information et des bibliothèques (ENSSIB)
8. École pratique des hautes études (EPHE)
9. Institut d'études politiques de Paris (IEP Paris o Sciences Po Paris)
10. Institut de physique du globe de Paris (IPGP)
11. Institut national d'histoire de l'art[1] (INHA)
12. Institut national des langues et civilisations orientales (INALCO o Langues'O)
13. Institut polytechnique de Grenoble[2] (Groupe Grenoble INP)
14. Muséum national d'histoire naturelle (MNHN)
15. Observatoire de Paris
16. Palais de la découverte
17. Université de technologie en sciences des organisations et de la décision de Paris-Dauphine[3]
18. Institut polytechnique de Bordeaux (IPB)

### Istituti posti sotto la tutela di altri ministeri
1. Centre international d'études supérieures en sciences agronomiques (Montpellier Sup Agro)[4]
2. École des hautes études en santé publique (EHESP)[5]
3. École nationale de l'aviation civile (ENAC)[6]
4. École nationale des ponts et chaussées (École des Ponts ParisTech)[7]
5. Institut des sciences et industries du vivant et de l'environnement (Agro Paris Tech)[8]
6. Institut national supérieur des sciences agronomiques, de l'alimentation et de l'environnement (Agrosup Dijon)[9]
7. Institut supérieur de l'aéronautique et de l'espace (ISAE)[10]
8. Institut supérieur des sciences agronomiques, agroalimentaires, horticoles et du paysage (Agro campus Ouest)[11].